# 青森湾

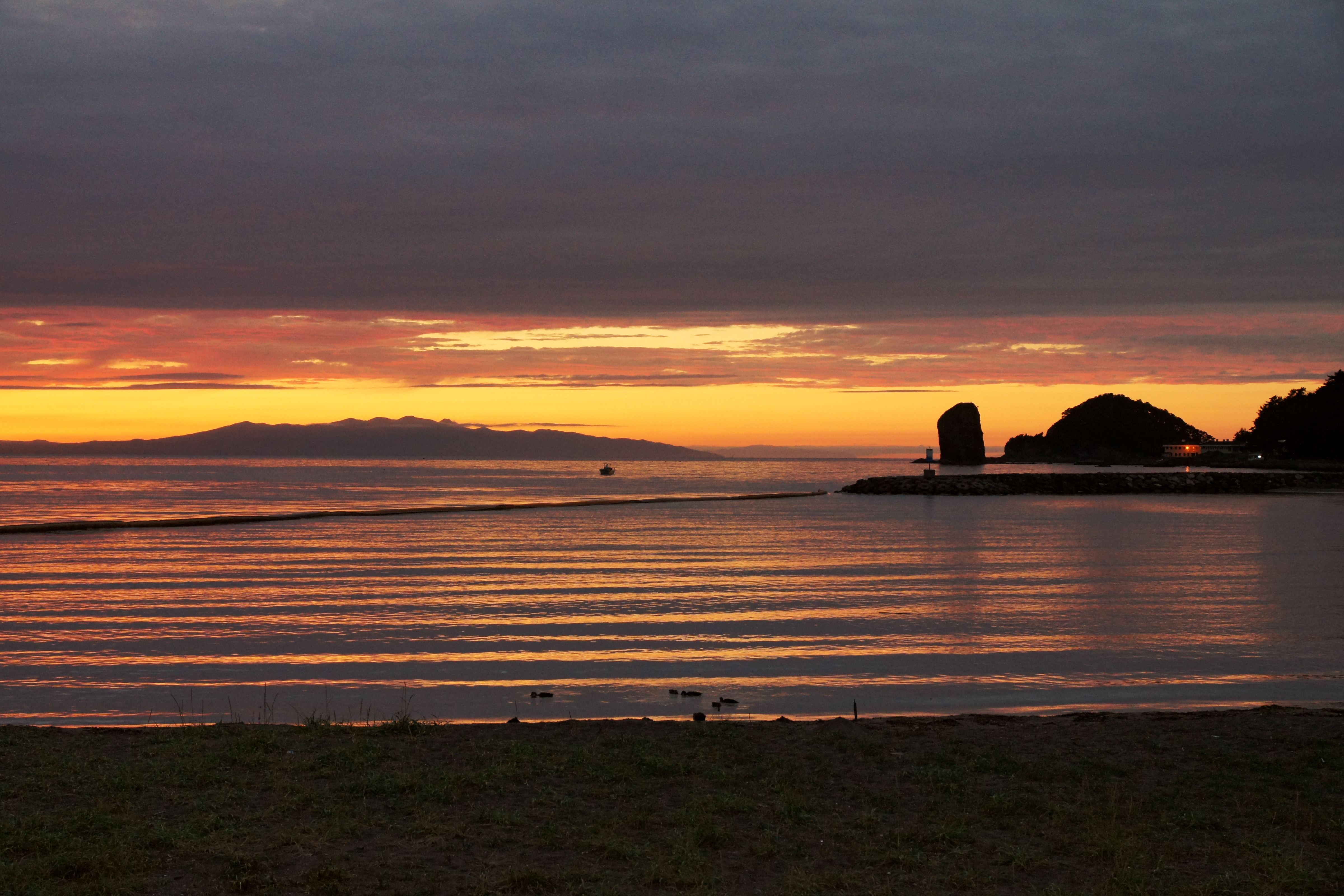
東岸の浅虫温泉から望む青森湾

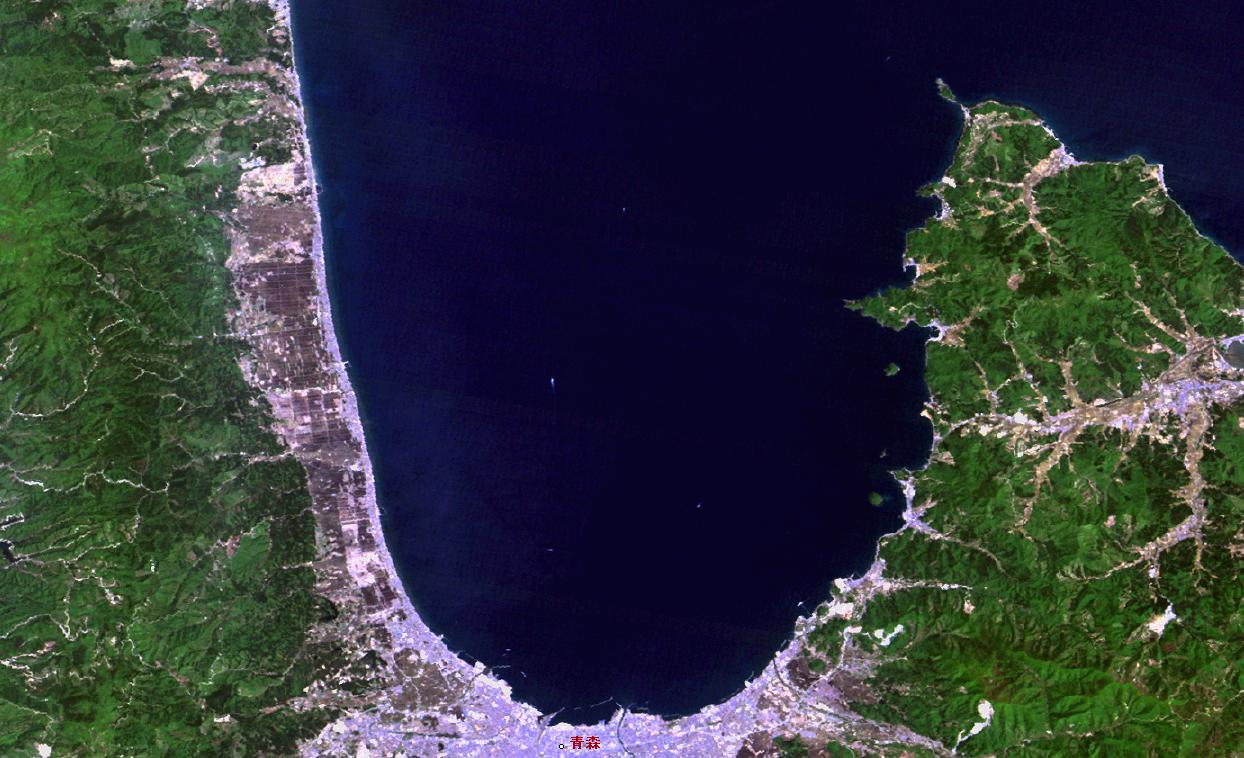
青森湾の衛星写真

青森湾（あおもりわん）は、青森県にある陸奥湾の支湾。

## 地理
青森湾は、陸奥湾南岸の中央に突き出た夏泊半島の西に位置する支湾である。陸奥湾との南北の境界は、東岸が浅虫温泉北の白根崎で、西岸が奥内駅の南である。沿岸はすべて青森市に属する。陸奥湾がある方向である北に開けた湾であり、東の夏泊半島と西の津軽半島に挟まれ、南側には青森平野が広がる。また、堤川、野内川、新城川などの河川が流入している。北向きに開口しており、寛永元年に弘前藩によって設けられた青森港が南岸にある。

## 湾内漁業
湾内はマダラの産卵地であり、湾口の平舘海峡付近は好漁場となっている。かつてはイワシなども獲れたが、現在は漁獲量が減少しており、1970年代から活発になったホタテガイの養殖が湾内漁業の主力である。

## 湾内の港
- 青森港
  - 浅虫ヨットハーバー